# Ијан Сајдавеј
Ијан Сајдвеј   (рођен 1951 .,Тамворт) је енглески сликар, пејзажни уметник, илустратор и наставник уметника. Он је афирмисани пејзажни уметник са посебним интересовањем за комбинације боја и уметник је акварела. Аутор је готово 20 књига о уметничким техникама, укључујући  The Instant Artist, која је 2001. године освојила награду Artist's Choise Art Instruction као књига године (аутор је Практичне енциклопедије акрила, уља и гваша и коаутор Практичне енциклопедије акварела.)

## Биографија
Ијан Сајдавеј је рођен 1951. године у рударском крају за обраду глине у близини Тамворта у грофовији Стафордшир. По завршетку основног курса на уметничкој школи Нунеатон наставио је да студира графички дизајн на технолошком колеџу Твикенхам и кратко време радио је у рекламирању. Након кратког рада као дизајнер почео је да се концентрише на сликање у раним 1970-им. Неколико година је радио као грађевинар, тесар и баштован за додатни приход. Током 1980-их и 90-их сликао је портрете по наруџби и почео илустровати књиге о уметничкој техници. Излагао је слике и цртеже на отвореним изложбама Федерације британских уметника, летњој изложби Краљевске академије, галерији Агневс и разним другим галеријама у Лондону, Брајтону и САД-у. Током 1980-их концентрисао се на наручени портретни рад. Деведесете су донеле још једну промену у смеру илустровања књига на разне теме, укључујући путовања, храну и баштованство. Наставио је да пише и објављује своје књиге, са 32 наслова до данас. Објавио је много прилога у разним часописима о уметничкој техници и консултантским радовима везаним за неколико уметничких дела. Затим је почео да илуструје практичне уметничке књиге за разне ауторе пре него што је почео да пише своје књиге. Редовно је објављивао чланке у разним уметничким часописима за практичну уметност. Неколико година је предавао на летњим курсевима сликања у близини Ареца у Тоскани и Венецији у Италији. 2008. године одлучио је да се мање бави издавачким радом и концентрише се на производњу дела за излагање. Касни радови се концентришу на пејзаж у Великој Британији и иностранству. Водена боја је медијум који он сада фаворизује. 2010. године изабран је за члана Краљевског института за сликаре воденим бојама. Ијан Сајдавеј ради у низу различитих материјала, али се непрестано враћа акварелу. Користи традиционалне технике прозирних акварела, а боју наноси помоћу широког спектра алата, осим четки. Тренутни проблеми и његове теме баве се пејзажима у Великој Британији и иностранству. Цртежи и слике настају на локацији заједно са фотографијама и писаним белешкама. Слике довршава у студију. Снажна композиција, дизајн и чврста израда, заједно са једноставним задовољством експлоатације и употребе материјала, су његова стална брига. Његова намера није да створи фотографску представу, већ синтезу виђеног, нешто што наговештава „осећај места“.

### Настава
Редовно је објављивао чланке у разним уметничким часописима и уџбеницима за практичну уметност. Неколико година је предавао на летњим радионицама курсева сликања у близини Ареца у Тоскани и Венецији, Италија. Између 1991. и 2015. предавао је уметност и дизајн. Такође је предавао сликање и цртање за одрасле, преко двадесет година.

### Чланство у друштву
- Краљевски институт сликара воденим бојама

## Награде
- Artist's Choise Art Instruction Book of the Year award in 2001.

## Изложбе
Између 1981. и 2016. године, Сајдавејев рад приказан је на изложбама:
- Нова галерија Графтон, Лондон (1981, 1983, 1986)
- Краљевски институт сликара воденим бојама 205. изложба
- Годишња изложба Краљевског института сликара уља 2014.
- Краљевски институт сликара воденим бојама 2015.
- Годишња изложба Краљевског друштва британских уметника 2015.
- Краљевски институт сликара воденим бојама 2016.

### Остале изложбе
- Пастелно друштво. Пастеле данас
- Краљевски институт сликара у акварелу. Годишња отворена изложба
- RI RWS High Watermark ll
- Краљевско акварелно друштво 21. век
- Краљевско друштво британских уметника. Годишња отворена изложба
- Chelsea Arts Society. Годишња отворена изложба
- ING Discerning Eye Exhibition
- Sunday Times такмичење у акварелу
- Orleans House Gallery Twickenham. Изложба уметника западног Лондона
- The Forum Gallery Bath. RI групна изложба
- West Cornwall Gallery Truro. Изложба групе  RI
- Галерија Минстер Винчестер. Изложба групе  RI
- Такмичење за аутопортрет Borchard

## Публикације
Ијан Сајдвеј је објавио преко 30 наслова као аутор, укључујући:
- Пастеле у 10 корака
- Цртање у 10 корака
- Курс уметности корак по корак
- Како цртати пејзаже
- Како цртати мртву природу
- Све што сте икада желели да знате о уметничким материјалима
- Лаки акрил
- Именик папира за уметнике акварела
- The Artists and Illustrators magazine: Чланци
- The Artist Magazine: Чланци
- The Instant Artist
- Практичне енциклопедија цртања
- Практичне енциклопедија акрила, уља и гваша
- Практичне енциклопедија акварела